# Acaulidae
Acaulidae é uma família de cnidários hidrozoários da ordem Anthomedusae, subordem Capitata.

## Géneros
- Acaulis Stimpson, 1854
- Hataia Hirai & Yamada, 1965